# Drymusa silvicola
Drymusa silvicola är en spindelart som beskrevs av William Frederick Purcell 1904. Drymusa silvicola ingår i släktet Drymusa och familjen Drymusidae. Inga underarter finns listade i Catalogue of Life.